# Horizon (The Carpenters)
Horizon è il sesto album in studio del duo musicale-canoro statunitense The Carpenters, pubblicato nel 1975.

## Tracce
Side 1
1. Aurora (Richard Carpenter, John Bettis) – 1:32
2. Only Yesterday (Carpenter, Kōji Makaino, Bettis) – 4:11
3. Desperado (Don Henley, Glenn Frey) – 3:38
4. Please Mr. Postman (Georgia Dobbins, William Garrett, Freddie Gorman, Brian Holland, Robert Bateman) – 2:53
5. I Can Dream, Can't I? (Sammy Fain, Irving Kahal) – 4:59

Side 2
1. Solitaire (Neil Sedaka, Phil Cody) – 4:40
2. Happy (Tony Peluso, Diane Rubin, Bettis) – 3:51
3. (I'm Caught Between) Goodbye and I Love You (Carpenter, Bettis) – 4:06
4. Love Me for What I Am (Palma Pascale, Bettis) – 3:30
5. Eventide (Carpenter, Bettis) – 1:33

## Formazione
- Richard Carpenter - tastiere, voce, cori
- Karen Carpenter - batteria, voce

## Classifiche
| Classifica  | Posizione raggiunta |
| ----------- | ------------------- |
| Regno Unito | 1                   |
| Stati Uniti | 13                  |